# فاريا علم
فاريا علم (بالإنجليزية: Faria Alam)‏ هي ممثلة بريطانية، ولدت في 13 فبراير 1966 في دكا في بنغلاديش.

## وصلات خارجية
- فاريا علم على موقع IMDb (الإنجليزية)
- فاريا علم على موقع قاعدة بيانات الفيلم (الإنجليزية)
- فاريا علم على موقع كينوبويسك (الروسية)